# Stainborough
Stainborough est une paroisse civile du Yorkshire du Sud, en Angleterre.